# Comotor

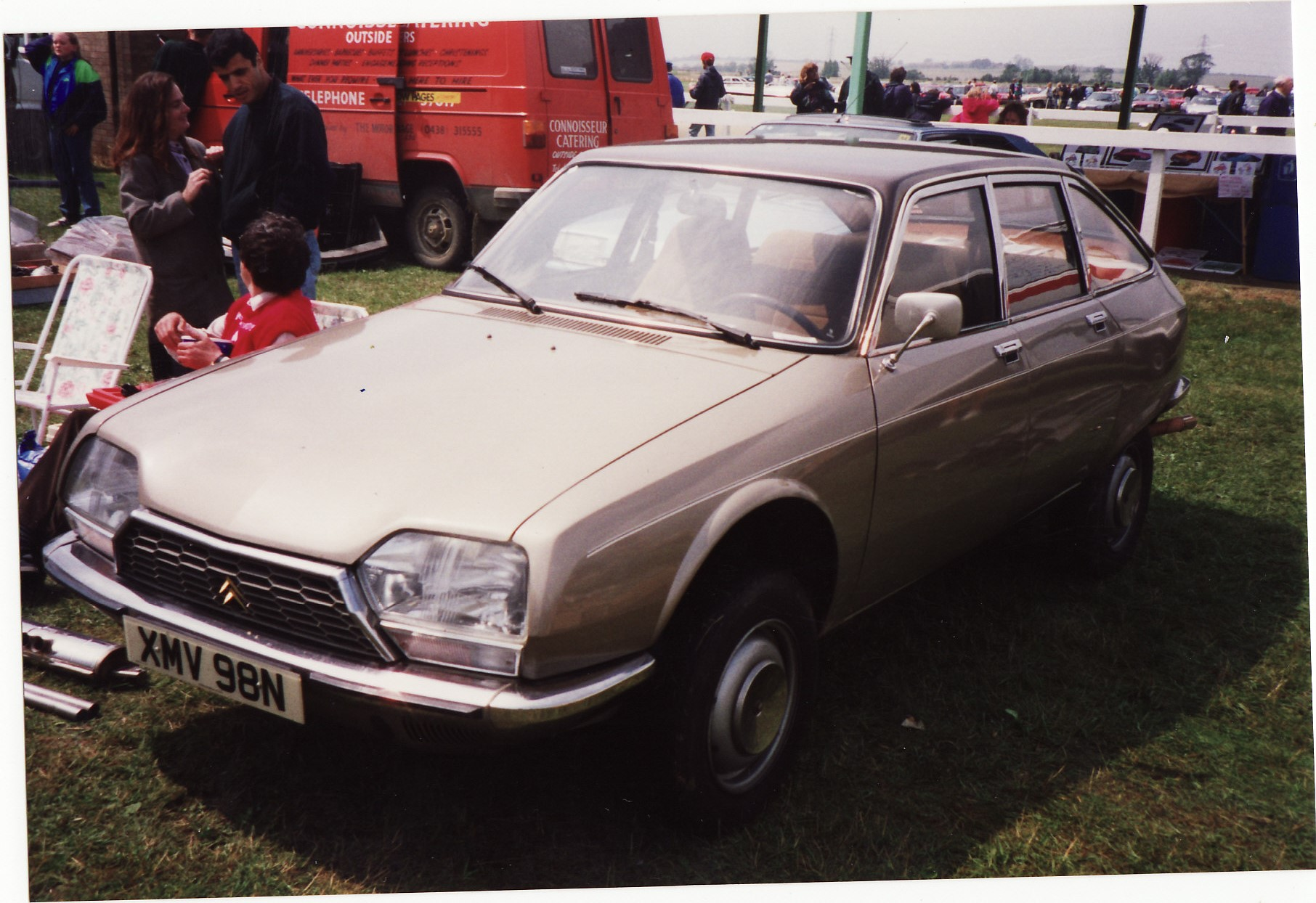
Citroen GS Birotor

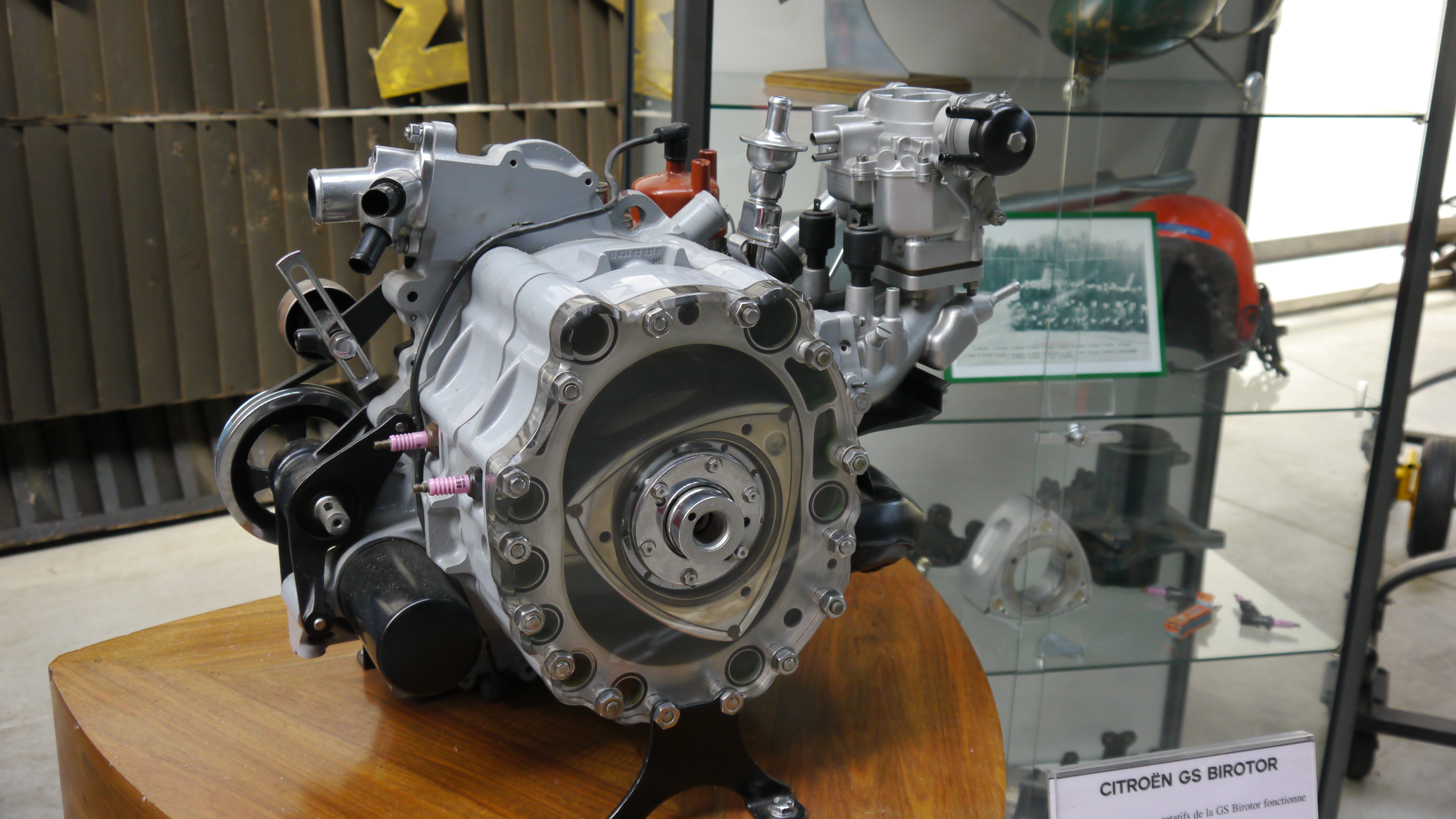
Birotor

Comotor SA var ett samägt företag av NSU Motorenwerke AG och Citroën grundat 1967 och med säte i Luxemburg. Företagets uppgift var att tillverka wankelmotorer. 
Comotor följde den överenskommelse som gjorts mellan NSU och Citroën 1964 som resulterade i utvecklingsbolaget Comobil i Genève. Motorerna från Comotor användes i Citroën M35 och Citroën GS Birotor. 1969 köptes mark i Altforweiler i tyska Saarland för att uppföra en fabrik.
1972 blev bolaget helägt av Citroën sedan NSU köptes upp av Volkswagen 1969 som valde att lämna samarbetet.